# Landersdorf (Thalmässing)
Landersdorf ist ein Gemeindeteil des Marktes Thalmässing im Landkreis Roth (Mittelfranken, Bayern). Die Gemarkung Landersdorf hat eine Fläche von 6,487 km². Sie ist in 587 Flurstücke aufgeteilt, die eine durchschnittliche Flurstücksfläche von 11051,75 m² haben. In ihr liegen neben dem namensgebenden Ort die Gemeindeteile Feinschluck, Göllersreuth, Hundszell und Kätzelmühle.

## Lage
Das Kirchdorf Landersdorf liegt im Naturpark Altmühltal in Mittelfranken. Im Norden und Osten ist der Ort durch Hänge begrenzt, im Südwesten schließt sich der Fränkische Jura an. Die Autobahn A 9 verläuft etwa 3 km östlich. Nächste Auffahrt ist die AS 57 bei Greding. Die Kreisstraße RH 33 führt nach Göllersreuth bzw. zur Staatsstraße 2225 bei Waizenhofen, ein Anliegerweg nach Hundszell.

## Geschichte
Archäologische Grabungsfunde lassen eine Besiedlung schon zur Jungsteinzeit erkennen. Ein keltisches Gräberfeld stammt aus der frühen Eisenzeit. Im Jahre 1150 wurde der Ort erstmals urkundlich erwähnt. Der Name dürfte von einem Mann namens Landof oder Landhart abgeleitet sein. 
1818 wurde Landersdorf eine Ruralgemeinde mit den Orten Göllersreuth, Kätzelmühle, Hundszell und Feinschluck. Am 1. Juli 1971 wurde die Gemeinde im Zuge der Gebietsreform in Bayern in den Markt Thalmässing eingegliedert.

## Einwohnerentwicklung
Gemeinde Landersdorf:
- 1910: 212[7]
- 1933: 213
- 1939: 178[8]
- 1961: 174[9]
- 1970: 149[9]

Ort Landersdorf:
- 1987: 107[10]
- 2016: 100
- 2018: 105

## Politik
Ortssprecher von Landersdorf und Hundszell ist Fritz Loy.

## Regelmäßige Veranstaltungen
Jeden ersten Sonntag im Juli findet die alljährliche Kirchweih statt, bei welcher der Weihe der Kirche St. Jacobus gedacht wird. Durch das Engagement der ELJ Landersdorf ist die Kirchweih weit über den Markt Thalmässing bekannt und gilt als prestigeträchtigste Kirchweih der Region Land um Stauf. 
Jede Woche trifft sich die ELJ Landersdorf am Sonntagabend zum Singen, Tanzen und Spaß haben im ortseigenen Schulhaus.
Jeden dritten Sonntag im September findet im Geschichtsdorf Landersdorf das Keltenfest statt. Die Keltenfreunde von der Naturhistorischen Gesellschaft Nürnberg und der Verein der Vor- u. Frühgeschichte Landersdorf e. V. feiern dort in keltischem Umfeld. Das Geschichtsdorf ist das ganze Jahr über frei zugänglich.

## Wirtschaft und Infrastruktur
Landersdorf ist stark landwirtschaftlich geprägt. Die Wasserversorgung stellt der Zweckverband zur Wasserversorgung der Jura-Schwarzach-Thalach-Gruppe sicher, Strom liefert die N-ERGIE-Aktiengesellschaft.

## Baudenkmäler
- Die 1796 erbaute Pfarrkirche trägt den Namen des heiligen Jakobus.